# 哈德良长城
哈德良长城（英語：Hadrian's Wall），是一条由石头和泥土构成、横断大不列颠岛的防御工事，由罗马帝国君主哈德良所兴建。公元122年，哈德良为防御北部皮克特人反攻，保护已控制的不列颠岛人民安全，开始在今英格兰北面的边界修筑一系列防御工事，后人称为“哈德良长城”。哈德良长城的建立，标志着罗马帝国扩张的最北界。
哈德良长城十分重要的一段至今尚存，并且可以沿着国家步道领略它的风采。哈德良长城是英格兰北部最受欢迎的景区，并在1987年被联合国教科文组织列为世界文化遗产。

## 规模
哈德良长城总长80罗马里，即117.5（73.0英里）；高宽因就近可用来修筑的材料种类的不同而不同。厄辛河东岸的墙体由料石堆砌而成，有3（9.8英尺）宽，5至6（16至20英尺）高，河西岸的墙体则由草皮堆成，宽6（20英尺），高3.5（11英尺）。壕沟，崖径和堡垒都没有计算在内。经测量，墙的中心截面宽8罗马尺（7.8英尺；2.4米），墙基宽3-（10-英尺）。中心段留存下来的某些部分达3（10英尺）高。

## 路线

哈德良长城的路径/线路

哈德良长城西起索尔韦湾海岸，鲍内斯-索尔威镇，穿过卡莱尔市和柯克安德鲁斯，东至要塞西格杜努姆，地处沃尔森德市、泰恩河畔西边的不远处。
尽管长城在鲍内斯-索尔威镇附近已踪迹难寻，却并不意味着这就是这条防御工程的终点。众所周知，里堡（一种小堡垒，因大约一罗马里建一个而得此名）和炮塔系统从坎布里亚海岸一直蔓延到玛丽波特镇南部的瑞思豪（英語：Risehow）。
A69和B6318道路沿长城路线而建，从纽卡斯尔至卡莱尔，然后又顺着坎布里亚北海岸（索尔韦湾南海岸）一路延伸。人们普遍将哈德良长城误认为是英格兰和苏格兰的分界线。事实并非如此——哈德良长城完全位于英格兰境内。尽管在鲍内斯-索尔威镇以西长城离苏格兰边境仅有不到1（0.6英里），在其东方两者之间的距离可达到110（68英里）。

## 修筑目的

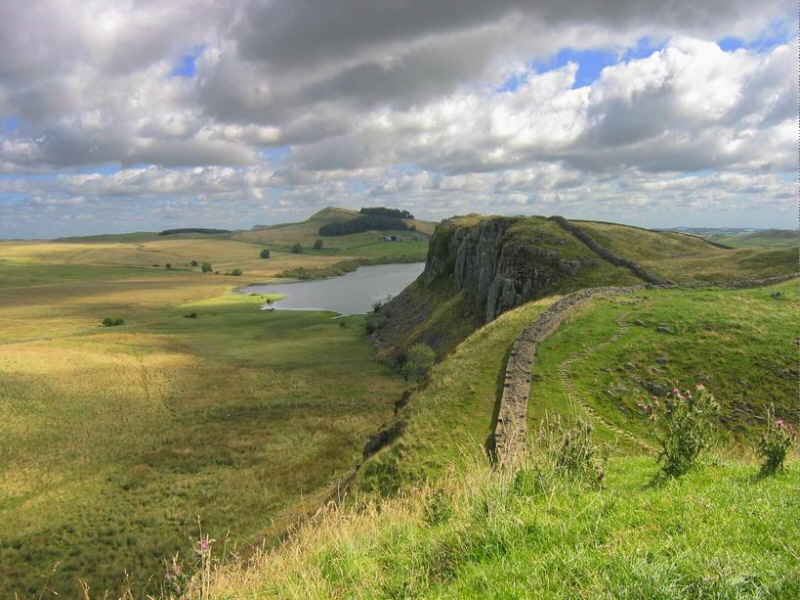
哈德良长城东临峭壁湖

哈德良很可能在122年进入不列颠之前就有修筑哈德良长城的打算。在贾罗发现的一些砂岩碎片被修复后显示始于118或119年。哈德良修筑长城旨在保持“完整帝国”，而他表示这是迫于“神的旨意”的驱使。其后这些碎片被认定是长城的建筑材料。122年，哈德良到达不列颠。北部边境十分可能是他此趟旅程中的一个站点，以视察哈德良长城的修筑进程。
尽管哈德良的传记作者写道“哈德良是建立80英里城墙以分离罗马人与野蛮人的第一人”，修筑原因却远不止这么简单，只是没有任何准确记录流存。历史学家们提出各种观点，主要还是围绕两个方面：展示罗马的实力；哈德良继续扩张前的防御策略。因为，117年，哈德良即位那年，经历了罗马不列颠的反叛，以及其他被征服领地的人民的叛乱，其中有埃及、巴勒斯坦、利比亚、毛里塔尼亚等。
这些动乱应该是哈德良修筑长城的原因之一，因此他也在罗马帝国其他区域修筑了边界，但何种规模就不为人知了。学者们在一些问题上也观点各异：北部不列颠居民的威胁度；守卫像长城这样的固定防线，而不是征服、吞并苏格兰低地是否有经济价值，以及以零散的堡垒保卫领土是否是受经济利益影响。
罗马人并没有指望这个边界能阻止部落迁移、军队侵略，但有篱笆或者石墙的边境，足以将偷牛人拒之门外，阻挡其他小族群的入侵。然而在人烟稀少的地方建筑72英里（116）的城墙，长期配备人员守护，仅仅是为了阻挡小规模的袭击——此举的经济可行性是值得怀疑的。
另一原因可能是修筑长城并加以控制可以带来外来移民，商品交易，以及关税。边境并不意味着是罗马的边界尽头，因为罗马的权势总是蔓延至城墙之外。边境内外的人们每天穿越边境进行交易，设立几个像哈德良长城那样的交易点，能借此征税。瞭望塔离边境关卡很近，巡逻的士兵可以记录进进出出的本地人和罗马民众，收取海关费用，监察交易情况。
另一观点更简单直观——哈德良长城的建造，即使不完全，但至少有一部分原因是为了展示罗马的实力，其也是哈德良政治观点的体现。持这一观点的人认为哈德良长城一完工，就被刷上了灰泥白粉，光亮的墙面能反射太阳光，方圆几英里都能看到。

## 历史

### 哈德良时期
哈德良长城是罗马皇帝哈德良所建。哈德良在位时，罗马面臨强大的军事压力，不仅仅在不列颠，在几乎所有罗马征服的土地上，包括埃及、犹太、利比亚、毛里塔尼亚等，以及他的前任图拉真征服的土地，所以哈德良致力于加强边境防守。绵延不断的城墙显示了罗马帝国的力量。
以前帝国的边境大多以自然物或是军事防守标明。军事道路和边墙也常常被用来标示边界，还有一些堡垒和瞭望塔。直到图密善统治时期，第一条实质意义上的边墙才开始修建，在上日耳曼行省，但大多数部分不过是简单的栅栏。哈德良深化了这个措施，在日耳曼的木栅栏后面修建了堡垒以加强防守。尽管这些工事只能抵抗些小规模的骚扰，但它明确表示了罗马帝国的统治区域。
哈德良削减了罗马在不列颠尼亚的军力，致力于在北部边界建造一条更坚固的防御工事，用石造的城墙来防卫罗马的边境。

### 哈德良时期之后
哈德良在138年去世后，即位的安敦宁·毕尤放弃了这条边境，向前推进在北方160公里处苏格兰境内新建了一条边墙，即安东尼长城。这条边墙长60公里，新建了比哈德良长城更多的堡垒。但安敦尼无法征服北部的部落，所以在164年，当马可·奥勒略继位时，放弃了安敦尼长城，重新以哈德良长城为边境。这条边境一直保持到罗马军队撤出不列颠。
4世纪蛮族入侵不列颠，罗马放弃了不列颠行省，城墙成为废墟。

## 建筑
建筑工程从122年开始，大约用了14年完成，3个罗马军团的士兵参与到工程中来。路线大约按照原来已有的防御工事。城墙大部分建在突出地面由玄武岩构成的岩床上。

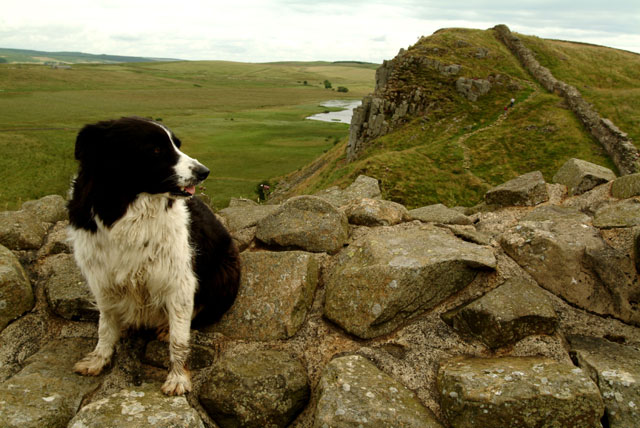
狗和边墙

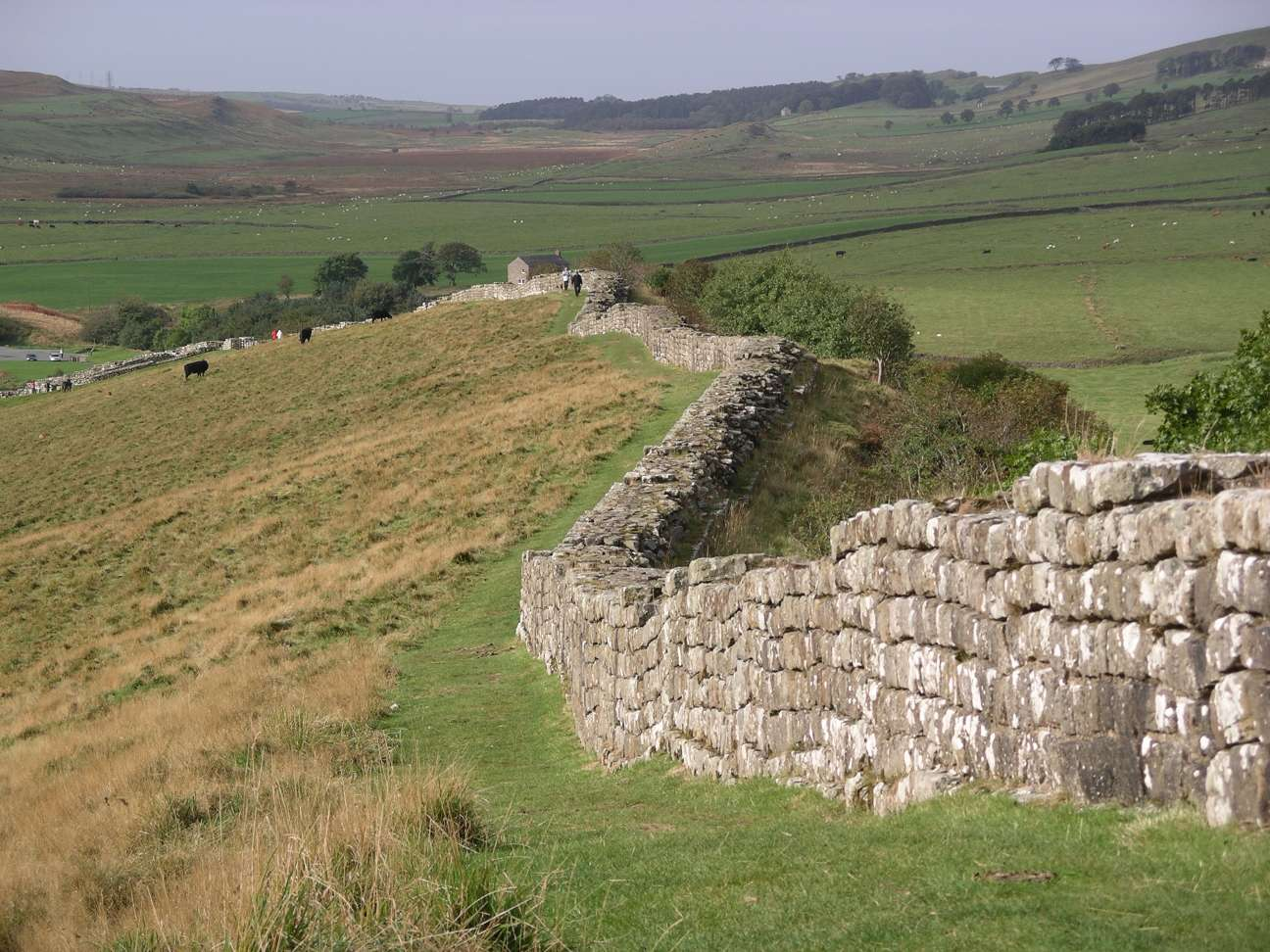
哈德良长城的一段

最初的计划是建造一段城墙和沟壑，80座每隔一罗马里的堡垒，和位于堡垒间用于瞭望和发信号的塔楼。城墙最初设计是宽3米，高度大约在5到6米间。城墙大多使用的是当地的石灰石，除了在西边的一段使用的是草泥，因为附近没有石灰石。草泥墙大约3.5米高，6米宽。在这一地区的堡垒也是用木头和泥土建造的。
堡垒有三种不同的式样，因为有三个罗马军团建造，分别是第2、第6、第20军团。同样塔楼也有三种式样，但所有的都间隔493米，为边长4.27米的方形。
建筑工程被分成每段5英里的小段。每个军团有一部分人先建造地基和堡垒以及塔楼，军团裡的其他人会接着建造城墙。墙的实际宽度被减少到2.5米或更少，原先3米的宽度只能在一些地基上和堡垒的墙上看到。
几年后，又在城墙附近增加了城堡，驻有500到1,000辅助大队。城墙东端被一直延伸到泰恩河口。有些大型城堡直接建在堡垒或是塔楼的地基上。在哈德良统治时期的某时，墙的西段被用石灰石重建。
在所有堡垒都造好后，被称作壁垒（Vallum）的工事在南面开始建造。它有一条平底的、上端宽6米、深10米的沟渠组成。在沟的旁边建有6米宽2米高的土坡。每隔一定距离有堤道穿过。沟最初可能是作为边墙一带运送物资用的，但它也成为了防御工事，南边的英格兰部族有时也会骚乱。

## 驻防军
边墙由辅助大队防守，人数视具体情况而变，一般来说有9,000人左右，包括步兵和骑兵。一个堡垒可以驻紮500到1,000名士兵。一开始在边墙的驻防人数可能超过10,000。
在180年，驻防军遭到了猛烈的进攻，尤其是在196年到197年间，因为驻防军被大幅削弱。直到罗马皇帝塞维鲁带兵镇压了当地部族，在3世纪末期边墙一带保持和平。许多士兵都和当地人通婚，并融入当地社会。